# Palmürai offenzíva (2015. május)
A 2015. májusi palmürai offenzíva a szíriai polgárháború egyik katonai hadművelete volt, amit az Iraki és Levantei Iszlám Állam indított a kormány kezén lévő Homsz kormányzóság keleti részén Tadmur körzet, ezen belül is a közigazgatási központ Tadmur, vagy az ott álló régi város nevén is emlegetett Palmüra megszerzéséért. Palmüra romjai az UNESCO világörökség i helyszínek listáján is szerepel. Ez volt az ISIL egyik legnagyobb méretű offenzívája, melynek eredményeképp Szíria legalább 50%-a a felügyelete alá került.

## Az offenzíva

### Az ISIL kezdeti sikerei
2015. május 13-án az ISIL kihasználta, hogy előző nap a szírek átcsoportosították csapataikat Idlib körzetébe ott folyó harcokhoz, így az iszlamisták két irányból megtámadták Palmürát és a katonai létesítményeket, többek között a 3.  töltőállomást és a nagy fegyverraktárat. A hadművelet Palmürától északra, Sukhnah külvárosaiban kezdődött. A milicisták elfoglalták a város város északi bejáratánál álló Thinayya ellenőrző pontot, s ezután Sukhnah nagy részét, s harcok törtek ki a rendőrkapitányságnál, a Baasz Párt székházánál és a nemzeti kórháznál. Ez pánikot okozott a lakosság körében, és elkezdtek félni attól, hogy az ISIL megtámadja a közelben fekvő régészeti helyszínt is. Végül az ISIL elfoglalta Sukhnaht, így elfoglalták a Homszot a tőle északkeletre fekvő Dajr ez-Zaur kormányzósággal összekötő, stratégiai fontosságú főutat.
Sukhnah elfoglalása után az ISIL a cáros és Palmüra közti összes szír katonai ellenőrző pontot megszerezte. Harcok törtek ki Hajjana területén a kormányzati biztonsági központ környékén és a tisztviselők lakókörnyezetében Palmüra mellett. Az ISIL több ellenőrző pontot gránátok bevetése után szerzett meg. Miközben haladtak Palmüra külvárosai felé, elfoglalták a várostól északra fekvő Amiriya  teljes környékét vagy legalább annak északi részét és a keleti külvárosokban a Dour ellenőrző pontot. A jelentések szerint az ISIL Palmüra mellett a kormány egyik nagy lőszerraktárát is elfoglalta, és egy közeli, a kormány irányítása alatt lévő repülőteret bombázott. A militánsok megpróbáltak behatolni a T-4 légibázis keleti szektorába, de a kísérletüket visszaverték. kormánypárti források szerint a Szír Hadsereg később ellentámadást indított, és Amiriya területét valamint a Muktab Al-Dour ellenőrző pontot visszafoglalta. Az est beállta előtt a Nemzetvédelmi Erők segítségével még Sukhnah ellen is támadást indítottak, ahol a délkeleti határnál az iszlamisták több állását is felgyújtották. Éjszaka az ISIL a történelmi Palmürai Vár mellett megtámadta Burj al-Ishara magaslatát. At the end of the day, ISIL was still in control of the Deir ez-Zor-Al-Sukhnah road, with the Syrian Army attempting to retake it.
A harc első napján a Szír Hadsereg 70, az ISIL pedig 40 emberét vesztette el, utóbbiak között volt az offenzíva főparancsnoka is.
Május 14-én a Szír Hadsereg Burj al-Ishara területét lőtte, a hegyen pedig heves harcok bontakoztak ki. Ezalatt az ISIL megpróbált Palmürába betörni. A dzsihadisták sikeresen behatoltak a város keleti felén az elővárosokba, de a kormány katonái innét is hamar kiűzték őket. A  Muktab Al-Dour ismételt megerősítését követően a kormány seregei Al-Basateen falu, a keleti frontvonal éjszakai helyszíne felé haladtak. Nappal az ISIL a Tadmor börtönt és a repülőteret támadta. Utóbbit annak a reményében, hogy megszerzi az ottani fegyverraktárat. A kormány csapatai teljesen ellenőrzésük alá vonták a Hayl gázmezőt, ahol megöltek 32 militánst. Ezután az ő kezükre jutott Thathah, Fawl Al-Mujawar Al-Hawa, és Sina'a. Katonai források szerint az ISIL még mindig Amiriya mellett egy kilométerre állomásozott, a kezükben tartották Sukhnaht, de a Szír Hadsereg még mindig a falu környékén volt.

### A Szír Hadsereg ellentámadása
Május 15-én a Szír Hadsereg erősítést küldött Palmürába, miközben az ISIL katonái a régészeti helyszíneket mindössze 1 kilométerre megközelítették de később visszavonultak onnan 2 kilométerre. A harcok itt sem csitultak, mert a Szír Hadsereg egy ellentámadást indított. Az ISIL ismét elfoglalta Amiriya északi részét, ahol több polgári lakost megöltek, majd a légi támadások miatt elhagyták a területet. A légibázis ellen további két támadást intéztek, de mindkettőt visszaverték. Éjszak a romok kerültek az ISI érdeklődésének célpontjába, de nem tudtak odáig eljutni. A Szír Hadsereg hajnal hasadta előtt folytatta Sukhnahnál az ellentámadást, ahol elérték a város külső területeit. A "Suqur al-Sahara" speciális osztagokból érkeztek a területre a kormány seregeit támogató erősítő csapatok.
Május 16-án a harcok folytatódásaként az ISIL harcosai elérték Fakhr-al-Din al-Ma'ani romot, és közel jutottak a régi kastélyhoz is. Később az iszlamisták még egyszer bevették Amiriyat, ahonnét folytatták a támadásaikat, és egy erőteljes támadás következtében elérték  elértek Palmüra északi részét.
Másnap reggelre a Szír Hadsereg visszaverte az ISIL-t Palmürából, és megszilárdították Palmüra védelmét. A hadsereg Palmüra várát és a SyriaTel hegyet és a hírek szerint a stratégiai fontosságú Rádiós és Televíziós Kommunikációs hegyet (Burj al-Ishara) is visszafoglalta. A városban az élet lassan visszatért a megszokott mederbe, egy idő után a boltok és a vállalatok is folyamatosan kinyitottak. A harcok azonban tovább folytak északon Amiriya területén és Palmürától keletre, ahol az ISIL elfoglalta a T-3 töltőállomást és a Hayl gázmezőt.
Május 19-én a Szír Légierő és a Nemzetvédelmi erők visszafoglalták Amiriyat. Miközben a hadsereg  utat tört magának az ISIL állásai felé, több  halomnyi taktikai öltözetet, hőérzékelő rakétát, több rakás, orosz nyelvű (a csecsen fegyveresek által hátrahagyott) muzulmán imakönyvet, és annyi lőszert, hogy minden felkelőnek jutott volna belőle 10.000.
A Palmürában és környékén zajló harcokon felül május 18-20-án összecsapások voltak a közeli Jazal olajmezőnél is, ahol 48 katona és 30 milicista meghalt, valamint 150 katona megsebesült.

### Palmüra az ISIL kezére kerül
Május 20-án az ISIL visszafoglalta Amiriyat, előrenyomult Palmürába, aminek a harmadrészét el is foglalta. A jelentések szerint a város többi részén indított támadásaikat visszaverték. Az ISIL előretörését megelőzően 600-800 harcos érkezett a térségbe. A nap későbbi részében, a kormánycsapatok kivonulása után az iszlamisták majdnem teljes egészében elfoglalták Palmürát. A város keleti felén a börtön, nyugati részén pedig a katonai hírszerzés létesítményei még mindig a hadsereg kezén voltak. A város történeti emlékeinek megóvása érdekében több száz szobrot szállítottak biztonságos helyekre. Csak azokat nem vitték el, melyek méretüknél fogva megmozdíthatatlanok voltak.  Többen féltették a város műemlékeit és a múzeumot. A mentési munkálatokat a holland René Teijgeler régiségszakértő irányította. Estére a Szír Fegyveres Erők teljes állománya visszahúzódott a külvárosokba, az ISIL pedig a légi bázist is megszerezte. Az állami televízió értesülései szerint a katonák a visszavonulás közben a civil lakosságot evakuálták. Ennek ellentmond az ott lakók nyilatkozata, mely szerint őket senki sem mentette ki, és a hadsereg vezetősége a csapatok élén hagyta el a területet, őket pedig ott hagyták, hogy védjék meg magukat. A szír kormány végül kihátrált az állításai mögül, mivel a város bombázásakor rengeteg menekült hagyta el még Palmürát.
Május 2-án a harcosok elértek a romok helyszínéig. Ezalatt elfoglalták a Tanf határátkelőt, a kormány kezén lévő utolsó, Irakba vezető ellenőrző pontot.
Május 22-én az amerikai vezetésű szíriai intervenció  légi támadást hajtott végre Palmüra ellen, s ennek során megsemmisítették az ISIL hat repülőgép-elhárító rendszerét és az egyik rakétakilövő állomásukat.
Május 23-24-én az ISIL a Palmüra-Homsz útvonalon elfoglalta Sawana környékét és a Légvédelmi Dandár bázisát. Ekkor legalább 22 kormányzati katonát foglyul ejtettek.
Május 25-26-án az ISIL megtámadta az Al-Sha’ar-hegységben a kormány egyik stratégiai fontosságú áramtermelője és olajmezője mellett fekvő Jazalt, ahonnét energiával látják el az ország nyugati részét. Négy órányi harcot követően a támadást visszaverték.
Május 26-án a frontvonal Furqlusba, a Shaar-hegységbe, Qurayteenbe, és a Tiyas Légibázisra tevődött át. Másnap a szír hadsereg egységei területeket foglaltak el Jazalnál és az olajmezőknél.

## Következmények – a szír hadsereg 2015. nyári offenzívája
2015. július elején a szír hadsereg megpróbálta visszafoglalni Palmürát. és azt 5 km-re meg is közelítette.

## Tömegmészárlások
Az offenzíva alatt az ISIL számos mészárlást hajtott végre. Május 14-én 26 polgári lakost végeztek ki Amiriyában és Sukhnahban, mivel kapcsolatot tartottak fenn a rezsimmel. Közülük 10-et lefejeztek. Másnap Amiriya területén 23 embert végeztek ki, köztük 9 gyermeket.
Május 22-én a város több ellenzéki párti hírforrása beszámolt arról, hogy az ISIL a nyílt utcákon mészárolt le 150-280 kormányhoz hű katonát és támogatót, akiket vagy főbe lőttek, vagy lefejeztek. A kivégzések egy tisztogatás része volt, melynek során az ISIL Palmüra elfoglalása után házról házra járva keresték a kormány támogatóit vagy a menekülő katonákat. Az Emberi Jogok Szíriai Megfigyelő Szervezete ellenzéki aktivista csoport a halottak számát 168-ra tette, míg szerintük 600 katonát és polgári lakost bebörtönöztek, míg az állami televízió szerint 400 embert végeztek ki. Az Al Watan május 25-én a kivégzettek számát 450-re becsülte. A Szír Hadsereg egyik katonája szerint az ISIL az egyik tábornok 19 éves lányát is lefejezte. In the view of an Opposition activist, people did not appear to be resentful of the campaign and were saying that ISIL was much better than the Syrian government, which he claimed terrorized the whole town, mainly with mass arrests.
2015. július elején az ISIL közzé tett egy videót, melyen a csoport 25 tizenéves tagja hasonló számú sötétbe öltöztetett hadképes férfit lő fejbe Palmüra római kori arénájában.
2015. augusztus 18-án az ISIL lefejezte a 82 éves Khaled Asaad régészt, aki már több mi t 50 éve vezette a palmürai feltárásokat. Testét a történelmi terült főterén egy oszlopra kiakasztották.

## Stratégiai elemzés
A IHS Jane's Terrorism and Insurgency Center-nél dolgozó Matthew Henman szerint a palmürai csata eredménye rámutatott, hogy a szír kormány beszorult a Hódító Hadsereg észak-szíriai előretörése és az ISIL közé. Az ISIL-nek már a Hódító Hadsereggel kellett megvívnia a 2015-ös északnyugat-szíriai offenzívát.
Több elemző is úgy értékelte az ISIL palmürai győzelmét, hogy a szíriai kormány stratégiailag feladta a környéket azért, hogy ezért cserébe meg tudja védeni a sűrűbben lakott területeit. Még így is meg tudja tartani az ország lakosságának 50-60%-át. A szír kormány szempontjából Palmüra elvesztése taktikai vereség volt, de stratégiai győzelem is egyben, ugyanis az UNESCO világörökségi helyszínek elvesztése talán arra sarkalhatja az Amerikai Egyesült Államokat, hogy átértékelje a Szíriával kapcsolatos politikáját, felhívja Jordánia figyelmét az ISIL jelentette veszélyekre, és Irakot is a Szíriával való együttműködésre ösztönözze. Ayham Kamel, az Eurasia Group Közel-keleti és észak-afrikai igazgatója szerint az ISIL palmürai győzelme azt mutatta meg, hogy a szír kormány már névlegesen sem képes egyik kormányzóságot sem még csak névlegesen sem fenntartani az ellenőrzést,  sem fenntartani a rendet, és hamarosan le kell majd tennie a fegyvereket.